# Квргуша
Квргуша је традициoнално јело босанске (српске) кухиње. Слична је пити а назив је добила по изгледу (кврге меса које гледају из теста).

## Поткозарска квргуша
- једно пиле
- 4-5 јаја
- со
- 200 г брашна
- 1 дл млека
- 1 дл киселе воде
- алева паприка
- уље, маст или маргарин за подмазивање